# Akmoneia
Akmoneia ou Akmonia ou Acmonia (en grec: Ἀκμονία) est une ancienne cité située en Phrygie, en Asie Mineure, sur le territoire de l'actuelle localité turque d'Ahat Köyü, dans le district de Banaz. 

## Histoire
Elle est mentionnée par Cicéron et est une étape sur la route entre Dorylée et Philadelphie. Dans l'Empire romain, Akmoneia est dans l'orbite du conventus iuridicus d'Apamée.
Akmoneia apparaît comme siège épiscopal dans la Notitia Episcopatuum du Xe siècle au XIIIe siècle. Le premier évêque connu dénommé est Optimus, qui est transféré ensuite sur l'évêché d'Antioche de Pisidie avant 381. Un autre évêque, Gennadios, participe au concile de Chalcédoine en 451. En 459, Théotimus signe le décret du patriarche Gennade Ier de Constantinople contre les simoniaques. Paulus est également présent au deuxième concile de Nicée en 787 et Eustathe prend part tant au concile de Constantinople (869) qu'à celui de 879. Basilius, mentionné comme évêque de Colonée, dans la province de Phrygie pacatienne, a peut-être dans son ressort territorial la cité d'Akmoneia quand il participe au troisième concile de Constantinople en 680. En effet, il s'agit de l'unique mention d'un tel diocèse. Il s'agirait peut-être d'une confusion entre Κολωνία (Colonée) et Ἀκμωνία (Acmonia). De nos jours, la ville d'Akmoneia ne compte plus aucun évêque et figure dans la liste des sièges titulaires.

### Communauté juive
La synagogue juive d'Acmonia, fondée par Ioulia Severa lors du règne de Néron, est l'une des mieux connues de Phrygie. Ioulia Severa est un descendant d'une famille royale de Galatie. S'il finance cet édifice, il n'est pas possible d'en déduire une conversion au judaïsme. En effet, cette fondation pourrait s'inscrire dans une logique d'alliance avec des notables locaux, ce qui impliquerait des liens étroits entre les élites municipales et certaines figures du judaïsme de la région. Si la situation des Juifs de la ville semble plutôt bonne sous Néron, la situation des décennies suivantes est plus obscure. Néanmoins, vers le IIIe siècle, des inscriptions liturgiques retrouvées sur des tombes attestent de la vitalité de cette communauté.